# Platypalpus subwagneri
Platypalpus subwagneri är en tvåvingeart som beskrevs av Raffone 2003. Platypalpus subwagneri ingår i släktet Platypalpus och familjen puckeldansflugor.
Artens utbredningsområde är Italien. Inga underarter finns listade i Catalogue of Life.